# 布鲁涅拉
布鲁涅拉（義大利語：Brugnera），是意大利波代诺内省的一个市镇。总面积29.24平方公里，人口9273人，人口密度317.1人/平方公里（2009年）。ISTAT代码为093007。